# Le Manoir (Eure)
Manoir – miejscowość i gmina we Francji, w regionie Normandia, w departamencie Eure. Przez miejscowość przepływa Sekwana. 
Według danych na rok 1990 gminę zamieszkiwało 881 osób, a gęstość zaludnienia wynosiła 369 osób/km² (wśród 1421 gmin Górnej Normandii Manoir plasuje się na 275 miejscu pod względem liczby ludności, natomiast pod względem powierzchni na miejscu 868).